# Ignacio de Asso

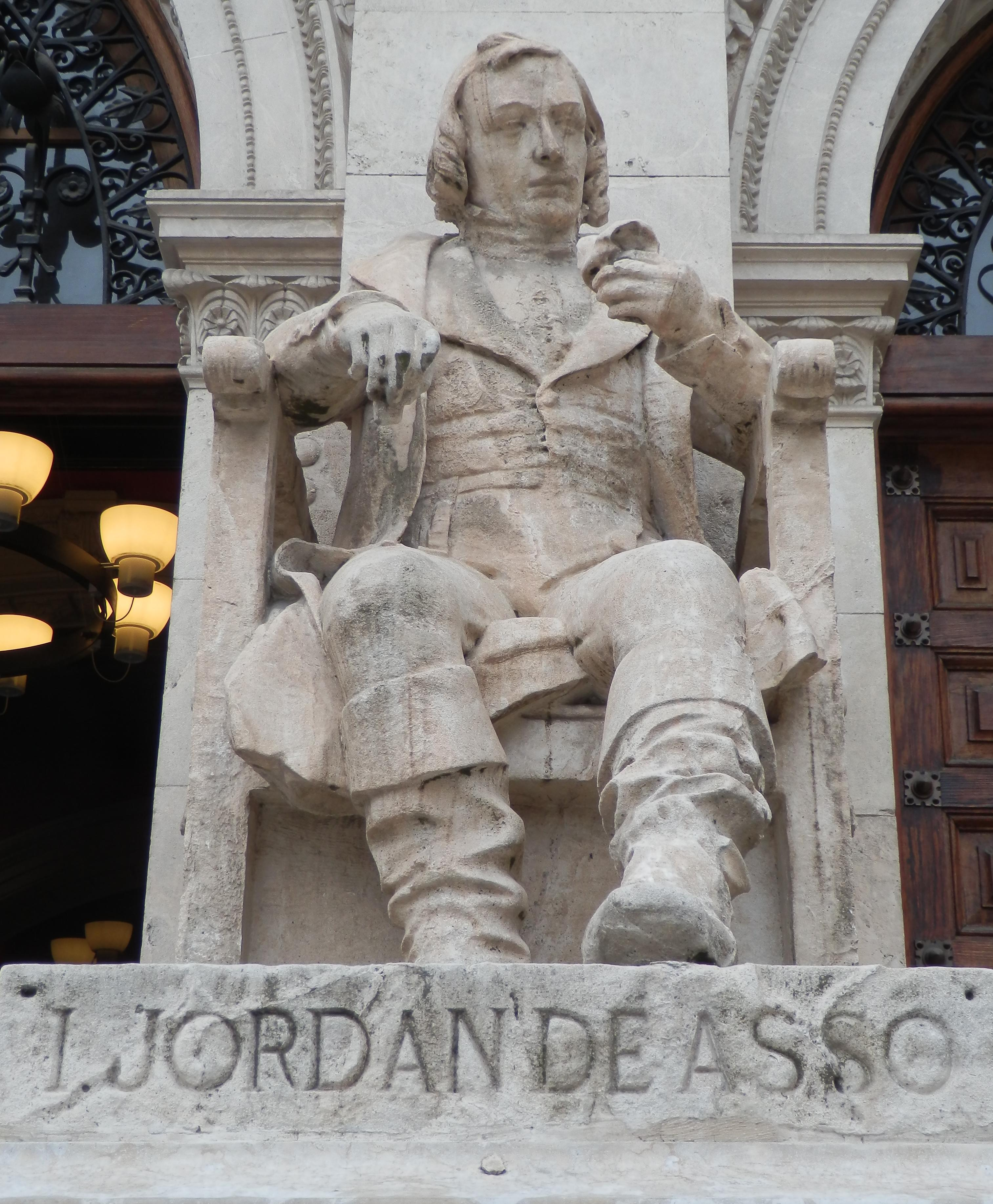
Statue von Ignacio Jordán de Asso im Eingang der alten Medizin-Fakultät der Universität Saragossa

Ignacio Jordán Claudio de Asso y del Rio (* 4. Juni 1742 in Saragossa; † 21. Mai 1814 ebenda) war ein spanischer Jurist, Diplomat und dilettierender Naturforscher.

## Leben
Er studierte die Rechte sowie alte Sprachen und Arabisch in Cervera, Barcelona und seiner Heimatstadt. Dort wurde er Hochschullehrer und diente der Krone in Madrid besonders als Diplomat in den Niederlanden und in Bordeaux. Neben rechtshistorischen Werken, z. B. 1771 über das Kastilische Zivilrecht, und einer Ökonomie Aragóns (1794–1798) brachte er aber in Amsterdam auch Bücher über die aragonesische Flora und Fauna heraus – das Ergebnis eigener Untersuchungen, ferner z. B. 1801 über die Fische der spanischen Mittelmeerküste. Er übersetzte auch wichtige antike Werke von Galenus und Euklid aus dem Arabischen und moderne Autoren wie Newton, Descartes und Lamarck ins Spanische. Auf seine alten Tage musste er noch vor Napoleons Truppen aus Saragossa fliehen, kehrte aber nach Ende der Besetzung als hochangesehener Patriot und Gelehrter (er las auch Chemie und Geologie) zurück. Drei Monate vor seinem Tod wurde er noch zum Regidor seiner Vaterstadt ernannt.
Sein offizielles botanisches Autorenkürzel lautet „Asso“.

## Werke
- Synopsis stirpium indigenarum Aragoniae, 1779.

## Ehrungen
Die Pflanzengattungen Assonia Cav. 1786 aus der Familie der Malvengewächse (Malvaceae) und Assoella J.M.Monts. 1986 aus der Familie der Nelkengewächse (Caryophyllaceae) sind nach ihm benannt.